# Kosmos 311
O Kosmos 311 (em russo: Космос 311) também denominado DS-P1-Yu Nº 27, foi um satélite artificial soviético lançado ao espaço com sucesso no dia 24 de novembro de 1969 através de um foguete Kosmos-2I a partir do Cosmódromo de Plesetsk.

## Características
O Kosmos 311 foi o vigésimo sétimo membro da série de satélites DS-P1-Yu e o vigésimo quinto lançado com sucesso após o fracasso dos lançamentos do segundo e do vigésimo terceiro membros da série. Sua missão era auxiliar sistemas antissatélites e antimíssil soviéticos.
O Kosmos 311 foi injetado em uma órbita inicial de 496 km de apogeu e 284 km de perigeu, com uma inclinação orbital de 71 graus e um período de 92,3 minutos. Reentrou na atmosfera terrestre em 10 de março de 1970.